# هانس-ديتر شميت
هانس-ديتر شميت (بالألمانية: Hans-Dieter Schmidt)‏ هو مدرب كرة قدم ولاعب كرة قدم ألماني في مركز الوسط، ولد في 9 يناير 1948 في هانوفر في ألمانيا. لعب مع هانوفر 96.

## وصلات خارجية
- هانس-ديتر شميت على موقع عالم كرة القدم.نت (الإنجليزية)